# بنكسية غودية
بنكسية غودية (الاسم العلمي:Banksia goodii) هي نوع نباتي يتبع جنس البنكسية من فصيلة البروطية.